# 조창원
조창원 (趙昌遠, 1583년 ~ 1646년)은 조선 후기의 문신이자 외척이다. 삼녀 장렬왕후 조씨가 능양군의 배필이되면서 영돈녕부사 한원부원군에 봉작되었다. 본관은 양주(楊州)이고 자는 형보(亨甫), 대형(大亨)이고, 호는 오은(悟隱), 시호는 혜목(惠穆)이다. 당적(黨籍)은 서인 산당이다.

## 생애
영사(領事) 문강공 조말생의 후손으로, 호조판서와 중추부지사를 지낸 조존성(趙存性)의 아들이다. 1592년(선조 25) 임진왜란이 일어나자 10세의 나이로 아버지 조존성을 따라 종군하였다. 아우 조계원(신흠의 사위, 조사석의 부친)과 더불어 이항복의 문하에서 수학했다. 음서로 출사하여 1601년(선조 34) 별좌(別坐), 의금부도사가 되었다. 1612년(광해군 4년) 식년 진사시에 합격하였다. 1615년 신경희의 옥사에 아버지 조존성이 연좌되어 화를 입자 관직을 그만두고 시골에 내려와 아버지를 봉양하였다.
1623년(광해군 15) 3월 반정이 일어나자 형조좌랑에 제수되어 관직에 복귀했고, 1631년(인조 14) 직산현감(稷山縣監)으로 나가 민심을 무마하고 세금과 조세를 감면하여 많은 치적을 올렸다. 그 후 내직으로 돌아와 군자감정(軍資監正), 여산군수(礪山郡守) 등을 지내고 인천부사(仁川府使)로 나갔다.
1638년(능양군 16) 10월 26일, 능양군의 배필을 뽑는 삼간택에서 삼녀(장렬왕후 조씨)가 최종 간선되어 차기 왕비로 정해지자 우선 돈녕부 도정에 제수되었다가, 명호가 정해진 11월 1일 영돈녕부사 한원부원군(漢原府院君)이 되고 처 최씨는 완산부부인(完山府夫人)이 됐다.
1646년(능양군 24) 2월 30일, 향년 64세의 나이로 자택에서 사망했다. 사후 우암 송시열이 신도비명을 찬하였다.

## 묘소
사후 본적인 양주에 장사됐다. 현종 4년(1663년)에 부인 최씨가 사망하자 금천(金川)에 이장되어 합장됐다가, 현종 9년(1668년) 왕명 아래 용인 동침동으로 다시 이장됐다. 이후 고종 37년에 새로 조성하는 능의 해자(垓字) 구역 안에 있는 무덤들을 옮기면서 다시 이장됐는데 이후의 정보는 미상이다. 이에 따라 현재 조창원 부처(夫妻)의 무덤 위치는 명확하지 않고, 충청남도 보령군 오천면(鰲川面) 오천성(鰲川城, 충남도 기념물 제9호) 부근의 남산에 지석(誌石)이 발견되었으나 묘는 찾지 못하였고. 실제 묘로 추정되는 또 다른 묘는 남양주시 수석동에 있다.

## 가족 관계
대사간 최철견의 딸 전주 최씨와 혼인하여 1남 3녀를 낳았다. 이 중 외아들인 장남 조윤석(趙胤錫, 광해 7~현종 5)은 1642년(능양군 20년) 진생원시를 모두 급제한 뒤 귀후서 별제(歸厚署別提) 등 여러 음직을 거치다가, 효종 7년(1656년) 병신별시에 을과로 급제하여 승지 등을 역임했다. 조윤석의 처 신 안동김씨는 김수인의 딸로, 김수인은 서인 산당의 거두 김광현(노론 초대 당수 김수항의 당숙)의 아들이자 효종비 인선왕후의 외종오빠이며, 소현세자빈 민회빈 강씨의 오빠인 강문명의 처남이다. 장녀는 인조반정 당시 서인 당수였던 전 영의정 신흠의 차남이자 선조의 부마 신익성(정숙옹주의 남편)의 아우인 신익전과 혼인하여 5남 3녀를 두었는데, 이 중 차녀가 인조의 서장자 숭선군의 처가 된 영풍군부인 신씨(동평군 모친)다. 차녀는 현감 한정상에게 출가했으며, 삼녀는 능양군의 배필이 된 장렬왕후 조씨다.
- 조부 : 조남(趙擥)
  - 부친 : 조존성(趙存性, 1554 ~ 1628) - 지돈녕부사(知敦寧府事) 증 영의정(贈 領議政)
  - 모친 : 이신충(李藎忠)의 딸 용인 이씨
    - 형 : 조종원(趙宗遠, 1574 ~ ?)
    - 여동생 : 조순완(趙順婉, 1587 ~ ?)
    - 남동생 : 조계원(趙啓遠, 1592 ~ 1670)
    - 부인 : 완산부부인 전주 최씨(完山府夫人 全州 崔氏, 1583 ~ 1663) - 최철견(崔鐵堅)의 딸
      - 장녀 : 조수임(趙壽任, 1607 ~ ?)
      - 사위 : 신익전(申翊全, 1605 ~ 1660)[6]
      - 아들 : 조윤석(趙胤錫, 1615 ~ 1664)
      - 자부 : 첨지(僉知) 서경빈(徐景霦)의 딸 대구 서씨
      - 자부 :  부사(府使) 김수인(金壽仁[7])의 딸 안동 김씨
      - 차녀 : 조종임(趙終任, 1623 ~ ?)
      - 사위 : 청주 한씨 한정상(韓鼎相)
      - 3녀 : 장렬왕후(莊烈王后, 1624 ~ 1688)
      - 사위 : 능양군(1595 ~ 1649

## 신도비명
한원부원군 조공 신도비명 병서(漢原府院君趙公神道碑銘 幷序) - 송시열(宋時烈) 찬
능양군 때에 곤위(坤位, 왕후(王后)의 지위를 말함)가 오랫동안 비어 있으니 여러 신하들이 모두 말하기를, “마땅히 태임(太任)ㆍ태사(太姒)를 길러낸 올바른 가문의 규수를 골라서 내치(內治)를 주관하게 해야 합니다.”라고 하였다. 이에 임금이 고(故) 지돈녕부사(知敦寧府事) 소민공(昭敏公) 신(臣) 조존성(趙存性)의 손녀이며 인천 부사(仁川府使) 신(臣) 조창원(趙昌遠)의 딸인 양주 조씨(楊州趙氏)를 맞아들여 배필 장렬 왕후(莊烈王后)임)로 삼았다. 배필을 맞이하는 글이 완성되자 부사(府使, 인천 부사 조창원을 말함)의 벼슬이 도정(都正)으로 승진하였고 책봉하는 가례(嘉禮)를 치르자 또 품계가 승진하여 보국 숭록 대부(輔國崇祿大夫)가 되고 한원 부원군(漢原府院君) 영돈녕부사(領敦寧府事)에 봉해졌다. 이에 공은 국구(國舅, 사위의 장인)로서 총애를 받는 자리에 있음을 마치 매우 놀란 듯이 여겼고, 또 시사(時事)에 변고(變故)가 많았으므로 항상 깊은 연못에 다다르고 살얼음을 밟듯이 몸을 낮추어 처신하다가 나이 64세로 집에서 졸(卒)하였다.
공은 재상(宰相)의 아들로서 어려서부터 상순(祥順)하고 근후(謹厚)하였으므로, 사람들이 공에게서 부잣집 아들의 버릇이 있음을 보지 못하였다. 10세 때에 어버이를 모시고 구란(寇亂)의 와중에 지내면서 좌우에서 잘 주선(周旋)하여 그 마땅함을 잃지 않았으며, 30여 세에 진사(進士)가 된 뒤 처음 벼슬에 나서 세 번 별좌(別坐)를 지내고 한번 금오랑(金吾郞, 의금부 도사(義禁府都事))을 지냈다. 그 당시 정치가 혼란하고 이륜(彛倫)이 무너지어 공은 머뭇거리며 앞으로 나가는 것을 주저하였으며 소민공(昭敏公, 조존성)도 또한 엉뚱한 무함에 걸려들었으므로 공이 교외(郊外)에서 받들어 모시면서 더욱 당세에 벼슬하려는 마음이 없어졌다.
능양군이 개옥(改玉,  반정을 말함)하여 서료(庶僚)들을 신중하게 간선(簡選)하였는데, 이때 공은 형조 좌랑(刑曹佐郞)이 되었다. 그 당시 형란(刑亂)을 겪은 무렵이어서 옥사(獄事)를 심리(審理)하는 문서가 매우 번다하였는데, 공은 공평하고 관대하게 완화함으로써 임금의 신화(新化)를 도왔다. 이어 직산 현감(稷山縣監)으로 나가서 성심[赤心]으로 백성들을 무마(撫摩)하니 유랑하고 도망한 자들이 모조리 돌아왔고, 수년이 지나자 정치가 제대로 다스려지고 공을 칭송(稱頌)하는 말이 일어났으며, 얼마 뒤에 소민공이 세상을 떠났다. 공이 전에 직산에 재임할 때 임금이 품복(品服)을 하사하여 포상하였고 이어 승서(陞敍)하도록 명하였는데, 이때에 이르러 복제(服制)를 마치자 즉시 불러들여 군자감 정(軍資監正)을 제수하였다. 조정 신하들의 논의가 여산(礪山)이 호서(湖西)의 경계에 있는 암읍(巖邑)이라고 여기어 공에게 그곳을 다스리게 하였는데, 공은 그곳에 부임하여 법령을 분명하고 자세히 밝히니 호강(豪强)하고 교활한 자들이 자취를 감추었으며, 임기가 차서 떠나오게 되자 고을 사람들이 한번 더 유임시켜 주기를 청하였다. 병자년(丙子年, 1636년)에 간사한 백성들이 난리를 틈타 어지럽게 모여들어 고을 창고를 부수고 곡물을 노략질하였는데, 공이 그들을 잡아다가 법대로 치죄(治罪)하니, 온 경내가 순탄하게 의뢰(依賴)하였다.
그러나 공은 이때부터 벼슬살이가 즐겁지 아니하여 이윽고 그만두고 돌아와서는 전사(田舍)를 배회(徘徊)하면서 닭을 키우고 기장을 심어 일생을 마치려고 계획하였는데, 조정에서 공의 이전 재능을 기억하고서 인천 부사(仁川府使)에 제수하였으니, 이때가 무인년(戊寅年, 1638년)이었다. 그해 겨울에 대혼(大昏, 장렬 왕후의 가례(嘉禮)임)을 치렀는데, 공은 본봉(本封)으로서 총관(摠官)과 제조(提調) 등의 별직(別職)을 더욱 관장하였다. 병술년(丙戌年, 1646년) 연초에 병으로 드러누워 그해 2월 30일에 마침내 일어나지 못하였다. 그 장례는 관청에서 전례에 맞게 도와주었다.
공은 성품이 진지하고 성실하여 겉을 꾸미거나 명리(名利)에 가까운 행위를 부끄럽게 여겼고, 부모를 효성과 정성으로 섬기었으며 아우와 여동생에게 우애하고 종인(宗人)들과 화목하는 일에도 각각 그 성의를 다하였다. 관직을 담당하여 일을 처리함에 있어서는 인서(仁恕)를 근본으로 하고 위엄(威嚴)도 함께 갖추었기 때문에, 간사한 자를 적발하더라도 사람들이 지나치게 꼼꼼히 살핀다고 말하지 않았으며, 호강(豪强)한 자를 제거하더라도 사람들이 부질없는 일을 한다고 말하지 않았다. 재임하는 곳마다 모두 백성들이 송덕비를 세워 공의 덕을 칭송하였다. 일찍이 일을 처리하는 방에 ‘근민 사무(近民使無)’라고 편액(扁額)을 걸었는데, 이것은 공이 뜻을 내보인 것이다. 위호(位號)가 높아진 뒤에는 말하기를, “나는 포의(布衣)로서 부귀(富貴)가 갑자기 이르렀으니 경계하지 않으면 넘칠까 두렵다.”고 하였다. 그러므로 입는 의복과 사는 집을 예전보다 화려하게 꾸미지 않았고 집안사람들을 엄하게 단속하여 공가(公家)의 노복(奴僕)이 된 것을 알지 못하게 하였으므로, 거의 수재(秀才)로 불릴 정도였다.
항상 방 한 칸을 말끔히 청소하고서 담담하게 자적(自適)하였고 조금도 사물(事物)로써 마음을 쓰지 않았으니, 공의 가법(家法)이 이러하였다. 그러므로 우리 대왕대비(大王大妃, 장렬 왕후임)께서도 일국(一國)의 모범적인 국모(國母)로서 거의 30여 년 가까이 조심스럽게 신칙하고 공경히 순종하기를 마치 하루같이 하였으며 오랫동안 낙화궁(樂和宮)과 낙융궁(樂融宮)에 있으면서 성자 신손(聖子神孫)을 낳으시어 효성과 덕망이 더욱 드러났으니, 옛날의 성왕(聖王)들이 반드시 현덕(賢德)한 집안에서 배필을 구하여 종묘를 계승한 것은 그 까닭이 있었던 것이다. 저 그 문족(門族)을 살피지 않고 덕(德)과 색(色)의 경계에 어두운 자들에 비하면 어떠하다 하겠는가?
공의 자(字)는 대형(大亨)이고, 상조(上祖)인 조잠(趙岑)은 고려 때에 판원사(判院事)에 추증되었으며 대대로 한양(漢陽)의 향교동(鄕校洞)에 살아 왔다. 우리 태조 대왕(太祖大王)이 한양에 도읍을 정하자 판원사의 손자인 조의(趙誼)는 집을 버리고 이사하여 끝까지 벼슬하지 않았다. 그 아들 조말생(趙末生)은 중망(衆望)이 있었고 벼슬이 영사(領事)에 올랐으며 시호(諡號)는 문강(文剛)이다. 그 장자(長子)는 조찬(趙瓚)이고, 그 5대손인 조남(趙擥)이 차자(次子)인 조근(趙瑾)의 현손(玄孫)인 조연손(趙連孫)의 후사(後嗣)가 되었는데, 이분이 소민공(昭敏公)의 선고(先考)이다. 소민공은 도사(都事) 이신충(李藎忠)의 딸에게 장가들었는데, 두 내외(內外)의 문지(門地)가 엇비슷하여 다른 문족(門族)은 감히 바라보지 못하였다.
공의 부인(夫人)은 전주 최씨(全州崔氏)로 대사간(大司諫) 최철견(崔鐵堅)의 딸인데, 완산 부부인(完山府夫人)에 봉해졌다. 부인은 시집오기 전에 집에 있으면서 곤범(壼範, 부녀자가 본받아야 할 규범을 말함)을 외웠고 공에게 시집온 뒤에는 시부모를 공경히 섬겼으며, 세 조정을 거치면서 궁문(宮門)에 통적(通籍)하였으되 궁중에 출입(出入)하는 말을 한번도 꺼낸 적이 없었다. 사람들이 근세(近世)의 어진 부인을 꼽을 때면 부인이 반드시 그 안에 포함되었다.
공은 처음에 양주(楊州)에 장사지냈다가 계묘년(癸卯年, 1663년 현종 4년) 10월 25일에 부인이 세상을 떠나자 금천(金川) 땅으로 옮겨 부장(祔葬)하였고, 무신년(戊申年, 1668년 현종 9년)에 또 용인(龍仁)의 동침동(銅鍼洞) 축좌(丑坐) 자리로 이장(移葬)하였다. 금상 전하(今上殿下, 현종)께서 태상(太常)의 논의에 따라 공에게 혜목(惠穆)이라는 시호(諡號)를 내렸다. 부인은 향년이 81세였다. 아들 조윤석(趙胤錫)은 문과에 급제하여 승지(承旨)이고, 장녀는 참판(參判) 신익전(申翊全)에게 시집갔고, 차녀는 현감(縣監) 한정상(韓鼎相)에게 시집갔으며, 우리 대왕대비는 그 막내딸이다. 승지 조윤석은 1남 5녀를 낳았는데, 아들은 조태상(趙泰相)이고, 딸 중에 셋은 참봉(參奉) 구문수(具文洙), 심기(沈機), 이언시(李彦蓍)의 아내가 되었고 나머지 둘은 아직 혼인하지 않았다. 참판 신익전은 5남 3녀를 낳았는데, 장남 신정(申晸)은 문과에 급제하였고, 차남 신섬(申暹)은 별검(別檢)이며, 3남은 신창(申昶), 4남 신엽(申曅)은 진사(進士)이고, 5남은 신앙(申昻)이며, 장녀는 교리(校理) 이혜(李嵇)의 아내가 되었고, 차녀는 왕자(王子) 숭선군(崇善君)의 부인으로 뽑혔고, 3녀는 윤지빈(尹之贇)의 아내가 되었다. 현감 한정상은 3남 2녀를 낳았는데, 장남 한종건(韓宗建)은 진사(進士)이고 그 다음은 한종운(韓宗運)과 한종적(韓宗迪)이며, 장녀는 생원(生員) 김정신(金鼎臣)의 아내가 되었고 차녀는 아직 어리다.
내가 약관(弱冠)의 나이에 공을 횡서(黌序, 성균관을 말함)에서 뵈었는데 공은 얼굴이 풍만하고 수염이 아름다웠으며 기상과 모습이 후덕하고 완전하여, 멀리서 바라보더라도 위인(偉人) 장자(長者)라는 것을 알 수 있었다. 지금 공의 아우인 판서공(判書公) 조계원(趙啓遠)과 아들인 승지 조윤석이 일찍이 명문(銘文)을 나에게 부탁하였기 때문에, 내가 이미 차례에 따라 서술하고 다음과 같이 논(論)한다.
공의 질박한 행실은 아들인 석경(石慶)과 석건(石建)에게도 부끄럽지 않고 치제(治第)는 (한(漢)나라 선제(宣帝) 때의 순리(循吏)) 황패(黃覇)와 공수(龔遂)에게도 견줄 만하였다. 공이 왕실의 인척으로 귀한 몸이 되어서는 겸손 간약하고 공경 검소하여 끝까지 훌륭한 명예를 보전하였으니, 옛날에도 그 짝할 만한 자가 드물었다. 이것은 내가 사사로이 하는 말이 아니니, 후대에 이곳에 와서 비문을 읽는 자들은 아마 이 말이 거짓이 아님을 알 것이다. 다음과 같이 명(銘)을 쓴다.
조씨는 고려 때에 처음 양주에 관적(貫籍)하여 그 유래가 오래 되었네. 공(公)과 후(侯)를 대대로 배출하였고 왕실과 혼인도 맺었네. 공주에게 장가들어 신분이 귀해지고 소민공(昭敏公, 조존성)에 이르러 더욱 가문을 빛내었네. 공은 태어날 때부터 기이하여 단정하고 관후하였네. 남들은 꾸미는 것을 귀하게 여겼으나 공은 검소하고 질박함을 좋아하였네. 남들은 빛내고 매서움을 숭상하였으나 공은 결점을 감춰주고 포용하였네. 대가(大家)의 유서 깊은 가업을 이로써 잘 보전하였네. 성명(聖明)께서 정치에 힘쓰시어 공을 누차 고을에 시험하였네. 소부(召父)와 두모(杜母)처럼 사람들은 공이 더디게 왔다고 칭송하였네. 전일(專一)하여 두루하지 못했으나 어찌 이것이 공의 병통이겠는가? 그 덕이 이미 후하였으니 보답을 받은 것이 아름다웠네. 성녀(聖女)를 독생(篤生)하였으니 방가(邦家)의 경사였네. 궁궐에 간택되어 들어가니 그 광채가 크게 드러났네. 성주(聖主)가 나의 사위이니 명복(命服)이 찬란하였네. 남들은 공을 영예롭게 여겼으나 공은 감당하기 어려움을 걱정하였네. 전전 긍긍 조심하기를 애꾸눈의 말이 깊은 연못에 다다른 듯 몸을 삼갔네. 귀신이 들어주어 순전한 복을 내려주었네. 순전한 복이 무엇인가? 덕음(德音)에 하자(瑕疵)가 없는 것이었네. 원망하거나 슬퍼한 때가 없었고 칭예(稱譽)하는 곳이 많았네. 죽어서 거두어 돌아가니, 해가 기울어지는 것과 같음을 어찌 탄식하랴? 아우도 있고 아들도 있어 또한 왕가(王家)를 도와주네. 오래 될수록 더욱 창성하니, 그 이치가 무엇인가. 오직 겸손하고 간약하고 오직 삼갈 뿐이고 다른 것은 없네. 나무가 무성한 묘소에 비석을 높이 세웠네. 이 송사(頌辭)를 새기니, 백세토록 닳지 않으리라.
원문:
漢原府院君趙公神道碑銘 幷序
仁祖大王朝。坤位久虛。群臣皆曰。宜擇莘摯正門。以主內治。於是上聘故知敦寧府事昭敏公臣存性之孫仁川府使臣昌遠之女楊州趙氏。爲繼妃。文旣定祥。陞府使官爲都正。冊禮成。又進階輔國崇祿大夫。封漢原府院君領敦寧府事。公以國舅。居寵若驚。又時事多故。常若淵氷處下。年六十四。卒于第。公宰相子。自幼祥順謹厚。人不見有綺紈習。十歲。奉親處寇亂中。能左右周旋。不失其宜用。進士三十餘筮仕。三爲別坐。一爲金吾郞。時政亂彝斁。公故盤桓前却。昭敏公亦罣文網。公奉侍郊坰。益無當世念。仁廟改玉。愼簡庶僚。公爲刑曹佐郞。時當刑亂之際。訊讞繁夥。公平恕議緩。以助新化。出監稷山縣。赤心撫摩。流逋悉歸。居數年。治成頌興焉。旣而昭敏公沒。公前在稷山。上褒賜品服。仍命陞敍。制旣除。卽超授軍資監正。朝議以礪山湖界嵒邑。畀公治之。公明法審令。豪猾屛迹。秩滿當去。邑人借留。丙子。姦民乘亂坌集。剖鎖掠帑。公捕置之法。一境順賴。然公自是不樂爲官。旣解歸。則低徊田舍。養鷄種黍。爲終焉計。朝廷記前能。除仁川府使。則歲戊寅也。是冬大昏成。公以本封。益掌摠管提調等別職。丙戌。獻歲寢疾。其二月三十日。竟不起。其終事官庀如例。公任眞保沖。恥爲粉飾近名之行。事親孝謹。友弟妹睦宗姻。各盡其誠。當官處事。本之仁恕而濟之以威。故發姦而人不謂察。鋤強而人不謂虐。所在皆立石頌德焉。嘗以近民使無。扁其治事之室。所以見志也。旣位號隆崇。則曰。吾以布衣。貴富驟至。不戒則懼溢。故服御第舍。不加於舊。嚴束家衆。不使知爲公家奴僕。奴僕幾乎秀才呼矣。常淨掃一室。澹然自適。一不以事物經心。公家法如是。故我大王大妃母儀一國幾三十餘年。祇飭敬順如一日。其在長樂。和樂融洩。聖子神孫。孝德益彰。古之聖王。必求諸賢德之家。以承宗廟有以哉。彼不觀其族。而昧德色之戒者何如也。公字大亨。上祖岑。麗朝贈判院事。世居漢陽之鄕校洞。我太祖大王定鼎漢陽。判院孫誼。棄家徙居。終不仕子末生有重名。官領事。諡文剛。其長子瓚有五世孫擥。爲次子瑾玄孫諱連孫後。是昭敏公考也。昭敏娶都事李藎忠女。內外甲乙。他族莫敢望焉。公夫人崔氏。大司諫鐵堅女。封完山府夫人。夫人在家誦壼範。旣歸。敬事舅姑。歷三朝通籍宮門。未嘗有出入言。人數近世婦人之賢者。夫人必在其中焉。公始葬楊州。癸卯十月二十五日。夫人歿。遷祔金川地。歲戊申。又遷龍仁銅鍼洞丑坐之原。今上殿下用太常議。賜諡曰惠穆。夫人享年八十。一男胤錫。文科承旨。長女歸參判申翊全。次歸縣監韓鼎相。我大王大妃其季也。承旨一男泰相。五女爲參奉具文洙，沈機，李彥著妻。餘未行。參判五男。晸文科。暹別檢。㫤，曅進士，昂。三女。長爲校理李嵇妻。次選爲王子崇善君夫人。季爲尹之贇妻。縣監三男。宗建進士。宗運，宗迪。二女爲生員金鼎臣妻。餘幼。余弱冠。拜公於黌序。公豐顏美髭。氣貌厚完。望之知其난001偉人長德也。今以公弟判書公啓遠與承旨嘗託以銘文。余旣序次而論之曰。公質行無愧於慶，建。治第可倫於霸，遂。至其居戚貴。謙約恭儉。終保令名。則於古亦罕其儔焉。此非吾私言也。後之來讀者。庶知其不誣矣哉。銘曰。
趙於麗朝。始籍楊州。來遠流長。累公累侯。亦有禁臠。尙主而貴。及至昭敏。益塗以墍。公生而異。端序寬厚。人貴藻飾。公則用缶。人尙皎厲。公則含垢。大家緖業。是以能有。聖明勵精。屢試郡簿。召乎杜乎。人歌來暮。專而不咸。豈公是病。其德旣厚。受報宜令。篤生聖女。邦家之慶。冕迎塗宮。不顯其光。聖主吾甥。命服煌煌。人謂公榮。公懼難將。虩虩兢兢。深池瞎馬。神之聽之。錫以純嘏。純嘏維何。德音不瑕。罔時怨恫。譽處之多。歿而斂歸。昃離寧嗟。有弟有子。亦毗王家。旣久彌昌。其理則那。惟謙惟約。惟愼靡他。鬱鬱豐岡。有石峨峨。銘此頌辭。百世不磨。

## 참고 문헌
- 선조실록
- 인조실록
- 한국역대인물종합정보

## 관련 서적
- 한국정신문화연구원, 《한국민족문화대백과사전》 20, (한국정신문화연구원, 1991)